# ییزناس
ییزناس (به لاتین: Jieznas) در لیتوانی با جمعیت ۱٬۴۲۳ نفر است که در dzūkija واقع شده‌است.